# Thon Hotels
Thon Hotels (tidligere Rainbow Hotels) er fra 2005 markedsnavnet for en kæde af hoteller ejet af Olav Thon Gruppen i Norge. Kæden blev etableret i 1989, men Olav Thon lagde grunden til kæden allerede i 1974, da han købte Hotel Bristol i Oslo. I 1983 købte Thon Hotell Munch, og startede Oslos første værelses-/morgenmadsthotel, før han i 1989 dannede kæden "Rainbow Hotels" med i alt 11 hoteller.
Rainbowkæden voksede i løbet af de næste 5-6 år, og i 1995 købte Thon sine første hoteller i Brussel, før han i 1996 købte Summit Stanhope Hotel, Brussels første 5-stjerners hotel. I 2005 ændrede kæden navn til dagens Thon Hotels, og hotellerne blev inddelt i koncepterne Budget, City og Conference. I 2013 købte han kæden Britannia Hotel, der er et fem-stjernet hotel grundlagt i 1870 i Trondheim.
Kæden er for øjeblikket den tredjestørste hotelkæde i Norge med over 60 hoteller fordelt i Norge, Belgien og Holland.